# Batrachorhina griseicornis
Batrachorhina griseicornis är en skalbaggsart som beskrevs av Stefan von Breuning 1957. Batrachorhina griseicornis ingår i släktet Batrachorhina och familjen långhorningar.
Artens utbredningsområde är Madagaskar. Inga underarter finns listade.